# Cesa

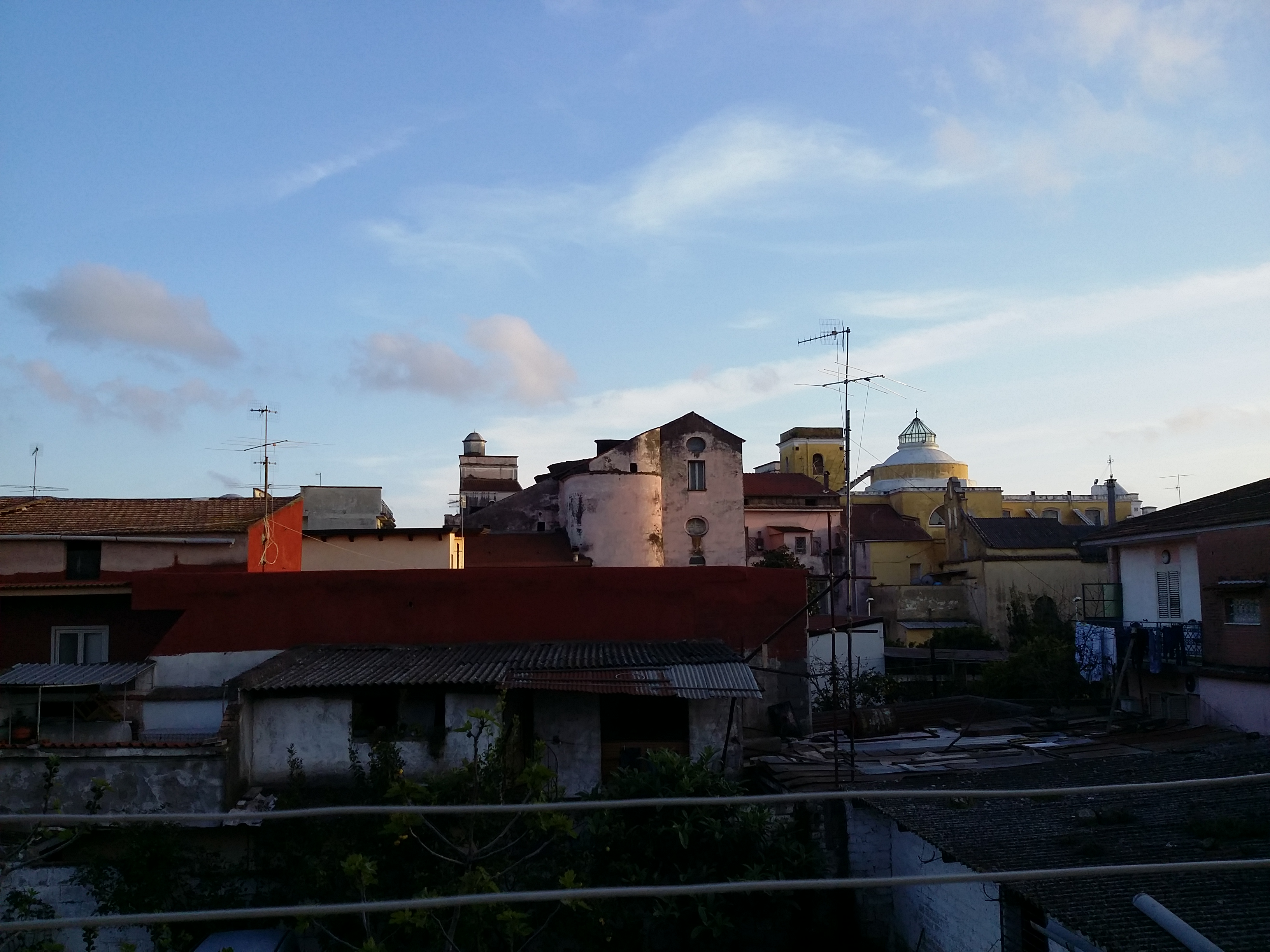
SKirche San Cesario (Cesa, 2014)

Cesa ist eine italienische Gemeinde (comune) mit 9705 Einwohnern (Stand 31. Dezember 2024) in der Provinz Caserta in Kampanien. Die Gemeinde liegt etwa 14,5 Kilometer südwestlich von Caserta und etwa 14 Kilometer nordnordöstlich von Neapel. Cesa grenzt unmittelbar an die Metropolitanstadt Neapel.

## Geschichte
Cesa wird erstmals 964 urkundlich erwähnt. Möglicherweise handelte es sich hier um einen frühen Siedlungsplatz, der zur Osker-Stadt Atella gehörte. 

## Verkehr
Nördlich der Gemeinde verläuft die Strada Statale 7bis (Variante) di Terra di Lavoro. Der nächste Bahnhof befindet sich in Aversa bzw. in Sant’Antimo/Sant’Arpino.

## Sehenswürdigkeiten
- Die Pfarrkirche San Cesario martire. Die Kirche wurde 1872 nach einem Projekt des Architekten Filippo Botta erbaut. Das Interieur im Renaissancestil besteht aus drei Schiffen, die durch ionische Säulen unterteilt sind.
- Die Kirche Maria SS. del Rosario. Das Innere hat ein Kirchenschiff mit einer einseitigen Kapelle in der rechten Wand (mit der darunter liegenden Krypta, in der die sterblichen Überreste der Mönche sichtbar sind).
- Die Kirche Madonna dell'Olio. Die kleine Kirche befindet sich direkt neben dem Friedhof; es wurde im 14. Jahrhundert auf den Überresten einer früheren heidnischen religiösen Stätte errichtet
- der Marquispalast Palazzo Marchesale. Angrenzend an die Pfarrkirche stammt das Gebäude aus dem frühen 15. Jahrhundert.

## Städtepartnerschaften
- San Cesario di Lecce, Italien, seit 2020
- Netcong, seit 2019
- Dąbrowa Tarnowska, seit 2016
- Kamza, seit 2016
- Klos (Mat), seit 2016
- Slovenské Ďarmoty, seit 2016

## Söhne und Töchter
- Francesco Marino (* 1955), römisch-katholischer Geistlicher, Bischof von Nola